# آيشواريا راجيش
آيشواريا راجيش هي ممثلة هندية، ولدت في 10 يناير 1990 بتشيناي في الهند.

## وصلات خارجية
- آيشواريا راجيش على موقع IMDb (الإنجليزية)
- آيشواريا راجيش على موقع قاعدة بيانات الفيلم (الإنجليزية)